# Lijst van grietmannen van de Drie Waarden
Dit is een lijst van grietmannen van de voormalige Nederlandse grietenij de Drie Waarden in de provincie Groningen, die bestaan heeft tot 1803.
| Ambtsperiode | Naam grietman                       | Leven              | Bijzonderheden |
| ------------ | ----------------------------------- | ------------------ | --- |
| 1598 - 1606  | Harmen Tas(se)ma                    | ovl. 1608 of 1618  | grietman van de Ruigewaard |
| 1631         | Garbrant Tymens Brant               | ovl. 1633          | grietman van de Ruigewaard |
| 1648         | Michiel Riemersma                   |                    | legt de eed af als grietman van de Wester-Ruigewaard |
| 1653         | Gerrit Cornelis op Froma            | ovl. 1657          | grietman van de Ruigewaard |
| 1674 - 1675  | Claes Seeckema                      |                    | hoofdeling, grietman van de Ooster-, Wester- en Middel-Ruigewaard                                                                                          |
| 1689         | jonker Lucas Clant, heer op Aykema  | geb. 1647          | hoofdeling, grietman van Westerdeel-Langewold, Visvliet en de Ruigewaarden                                                                                 |
|              | Johan Everhard Asschendurp          | ovl. 1692          | grietman van de Ruigewaard |
| 1720         | Allert Joost Clant, heer op Aylkema | geb. 1670          | zoon van Lucas Clant; grietman van Westerdeel-Langewold en de Ruigewaarden                                                                                 |
| 1722 -1738   | Joannes Robers                      |                    | geconstitueerd grietman van de Middel-Ruigewaard |
| 1722 - 1728  | Peter Jan Swartte                   |                    | grietman van Langewold, de heerlijkheid Visvliet en de Drie Waarden; werd richter van Bellingwolde, Blijham en Pekela                                      |
| 1724         | Joan Remmert Clant                  |                    | grietman van de Ruigewaard |
| 1728         | Wilhelmus de Raad                   |                    | medegrietman van de Oosterwaard |
| 1732 ~ 1754  | Johannes Leuringh, J.U.D.           | ca. 1700-vóór 1755 | grietman van Vredewold, Visvliet, Westerdeel-Langewold en de Drie Waarden                                                                                  |
| 1733 - 1736  | Johannes van Rikkenga, J.U.D.       | geb. ca. 1690      | grietman van Ooster- en Westerdeel-Langewold, Visvliet en de Westerwaard                                                                                   |
| 1736         | dr. Jan Mestringh van Oostbroek     |                    | geconstitueerd grietman van de Middelwaard |
| 1746         | Joannes Robers                      |                    | mede-geconstitueerd grietman van de Wester Ruigewaard |
| 1761 - 1771  | Theodorus Brunsvelt van Hulten      | 1719-1783          | grietman van de Ooster-, Middel- en Westerwaard |
| 1776 - 1781  | Melchior Willem de Raadt, J.U.D.    | geb. 1744          | grietman van Langewold, Visvliet en de Drie Waarden |
| 1780         | Jan Jans                            |                    | zijlvest grietman van Kommerzijl, ook gecommitteerde raad van de Ommelanden                                                                                |
| 1786 - 1796  | dr. Regnerus Tjaarda Nauta          | 1724-1803          | grietman van de Ooster-, Middel- en Westerwaard, later overrichter van Ten Post, lid van de gezworen gemeente van Groningen en secretaris van de weeskamer |
| 1788 - 1789  | dr. Hindrik Harm Froon              |                    | van Westerdeel-Langewold en de Drie Waarden |
| 1789 - 1796  | Frans Izaak Guichart                | 1756-1827          | van Westerdeel-Langewold en de Drie Waarden |
| 1796 - 1800  | Hendrik van Weerden                 | 1772-1813          | van Westerdeel-Langewold en de Drie Waarden, later rechter te Appingedam                                                                                   |
| 1797 - 1801  | Rudolf Hendrik Koning               |                    | grietman van de Ooster-, Middel- en Westerwaard |